# Cyatholaimus oistospiculum
Cyatholaimus oistospiculum is een rondwormensoort uit de familie van de Cyatholaimidae. De wetenschappelijke naam van de soort is voor het eerst geldig gepubliceerd in 1933 door Allgén.